# 印尼棱鯷
印尼棱鯷（学名：Thryssa encrasicholoides）為輻鰭魚綱鲱形目鳀科的其中一種，分布於印度太平洋區，包括印度、斯里蘭卡、印尼、汶萊、菲律賓、巴布亞紐幾內亞、澳洲等海域，棲息深度可達50公尺，體長可達10.7公分，棲息在沿海，可做為食用魚。

## 擴展閱讀
維基物種上的相關：印尼棱鯷